# Albert Floch
Pour les articles homonymes, voir Floc'h.
Albert Floch, né le 21 mai 1920 à Rouen et mort le 12 février 1999 à Broquiers, est un résistant français, compagnon de la Libération. En juin 1940, devant l'avancée des troupes allemandes, il part pour l'Angleterre pour se rallier à la France libre. Participant aux premiers combats des forces françaises libres en Afrique en 1941, il est ensuite gravement blessé en Syrie mais poursuit la guerre dans les services logistiques de la 1re division française libre.

## Biographie

### Jeunesse et engagement
Fils de facteur, Albert Floch nait le 21 mai 1920 à Rouen, alors en Seine-Inférieure. Il est couvreur de métier.

### Seconde Guerre mondiale
En juin 1940, refusant la défaite et ayant pris connaissance de l'appel du général de Gaulle, il part pour Brest où il parvient à s'embarquer pour l'Angleterre alors que la Wehrmacht est en train de s'emparer de la ville. Arrivé en Grande-Bretagne, il est d'abord contraint de passer plusieurs semaines dans un camp de transit avant de pouvoir se rendre à Londres où il s'engage dans les forces françaises libres le 28 août 1940. Affecté comme pilote à la 1re compagnie de chars, il participe à l'expédition de Dakar en septembre 1940 puis à la campagne du Gabon le mois suivant. En février 1941, la compagnie de chars embarque vers la Palestine pour y être intégrée à la 1re division légère française libre. Arrivé au Proche-Orient en avril 1941, Albert Floch est engagé dans la campagne de Syrie au début du mois de juin. Le 16 juin 1941, lors de l'attaque de Kissoué, il est grièvement blessé lorsque son char est touché. Alors que ce dernier est en flamme, Albert Floch parvient à s'extraire de la tourelle malgré une jambe fracassée qui doit être amputée. Après une longue période de soins et de convalescence, d'abord en Syrie puis en Libye, il est envoyé en Afrique du Sud en décembre 1942 pour y recevoir une prothèse.
Pouvant à nouveau marcher de manière autonome après quelques mois de rééducation, il peut reprendre du service et rejoint la 1re division française libre (1re DFL) en Tunisie en novembre 1943. Ne pouvant plus combattre, il est affecté à l'atelier lourd de réparation de la division. À partir de juin 1944, il prend part à la campagne d'Italie au cours de laquelle il est promu sergent le 1er juillet. En août de la même année, il participe au débarquement de Provence puis suis le parcours de la 1re DFL pendant les combats de libération de la France.

### Après-guerre
Ne pouvant poursuivre une carrière militaire après la guerre du fait des séquelles de sa grave blessure, il est réformé défénitivement en octobre 1945. Il est alors embauché comme huissier par la chancellerie de l'Ordre de la Libération, fonction qu'il exerce jusqu'à sa retraite en 1978.
Albert Floch meurt le 12 février 1999 à Broquiers, dans l'Oise, où il est inhumé.

## Décorations
|  |  |  |  |  |  |
|  |  |  |  |  |  |
|  |  |  |  |  |  |

| Commandeur de la Légion d'honneur              | Commandeur de la Légion d'honneur    | Commandeur de la Légion d'honneur    | Compagnon de la Libération             | Compagnon de la Libération             | Compagnon de la Libération             | Médaille militaire                            | Médaille militaire                            | Médaille militaire                            |
| Croix de guerre 1939-1945 Avec palme           | Croix de guerre 1939-1945 Avec palme | Croix de guerre 1939-1945 Avec palme | Médaille coloniale Avec agrafe "Libye" | Médaille coloniale Avec agrafe "Libye" | Médaille coloniale Avec agrafe "Libye" | Médaille commémorative de la guerre 1939-1945 | Médaille commémorative de la guerre 1939-1945 | Médaille commémorative de la guerre 1939-1945 |
| Médaille commémorative de la campagne d'Italie |                                      |                                      |                                        |                                        |                                        |                                               |                                               |                                               |